# Gijs Leenaars
Gijs Leenaars (* 1978 in Nijmegen) ist ein niederländischer Dirigent.

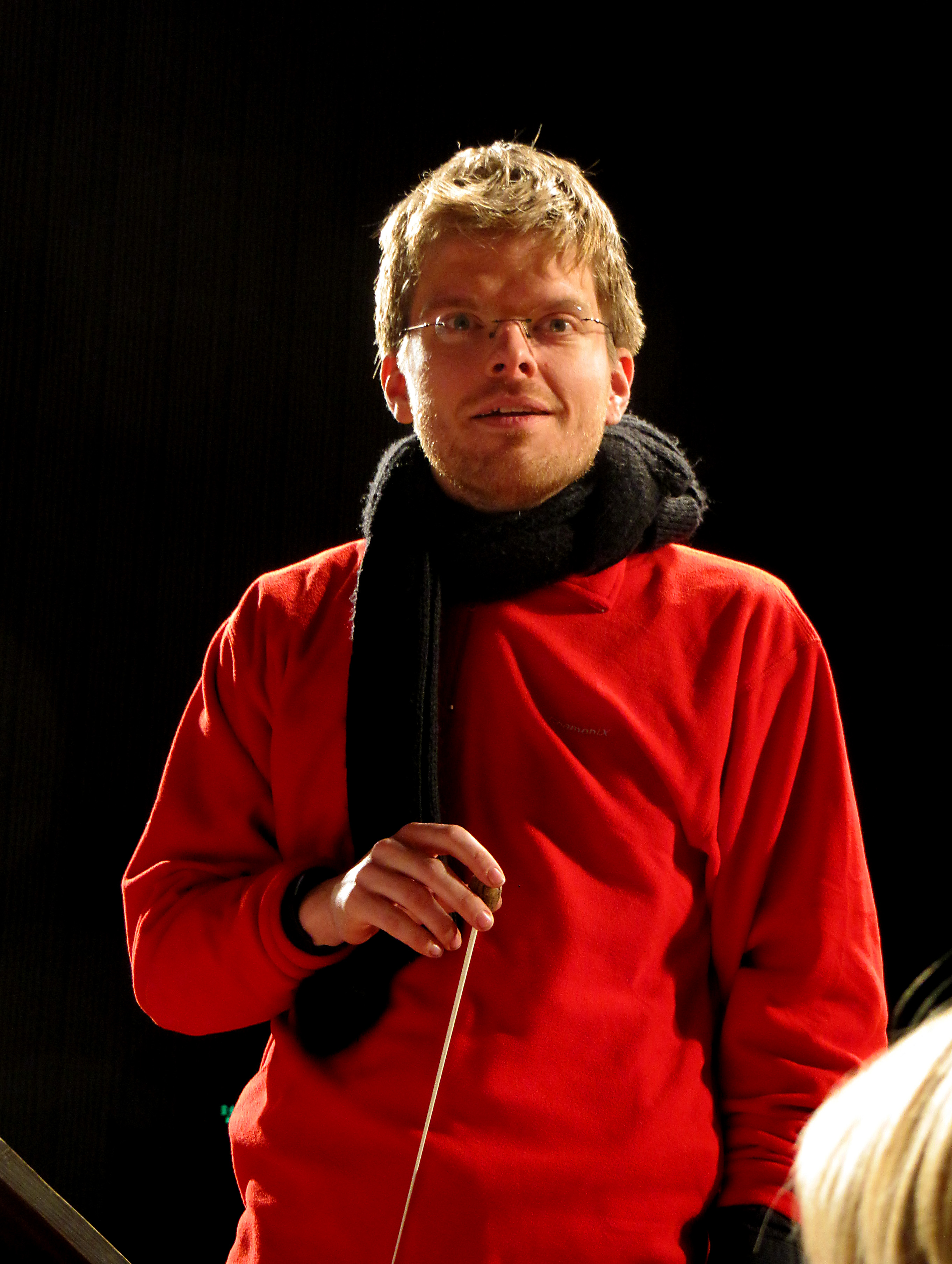
Gijs Leenaars 2009

## Leben
Noch während der Schulzeit studierte Leenaars Klavier in Nijmegen. Daran anschließend studierte er Chorleitung bei Jos Vermunt und Gesang bei Paula de Wit am Konservatorium in Amsterdam und nahm Unterricht in Orchesterleitung bei Joop van Zon. Bereits kurz nach seinem Studium begann die Zusammenarbeit mit dem Groot Omroepkoor, dem Chor des Niederländischen Rundfunks in Hilversum als Assistent von Simon Halsey. Ab der Spielzeit 2012/13 wurde er dort als Chefdirigent verpflichtet. Zu der Spielzeit 2015/16 wechselte er als Chefdirigent zum Rundfunkchor Berlin.
Gijs Leenaars lebt mit seiner Familie in Berlin.

## Diskografie (Auswahl)
- 2017 – Johannes Brahms: Chorwerke, Rundfunkchor Berlin, Deutsches Symphonie-Orchester Berlin, Sony Classical 55113260
- 2020 – Anton Bruckner: Messe in e-Moll u. Igor Strawinsky: Mass, Rundfunkchor Berlin, Rundfunk-Sinfonieorchester Berlin, Pentatone 5186774
- 2022 – Giuseppe Verdi: Quattro pezzi sacri, Rundfunkchor Berlin, Deutsches Symphonie-Orchester Berlin, Sony Classical 41924372